# Piha-Kaetta
Das Piha-Kaetta ist ein singhalesisches Messer des 16. Jahrhunderts aus Ceylon.

## Geschichte
Das Piha-Kaetta entstand etwa im 16. Jahrhundert auf Ceylon, dem heutigen Sri Lanka.

## Beschreibung
Das Piha-Kaetta hat eine gerade, einschneidige, kräftige Klinge. Am Ort (Spitze) läuft sie von dem Klingenrücken zur Spitze hin schräg zu (abgeschnitten). Sie ist etwa 20 cm lang. Auf beiden Klingenseiten sind nahe dem Heft zwei Platten aus Metall angebracht, die zur Verzierung und Verstärkung dienen. Es gibt auch Versionen ohne diese Platten. Der Heft (Griff) hat keinen Parier und besteht aus Holz, Horn oder Elfenbein. Manche Griffe sehen dem des Kris sehr ähnlich. Das Piha-Kaetta gibt es in vielen Ausführungen. Die Scheiden werden aus Leder, Horn oder Metall hergestellt.